# 顾大嫂
顾大嫂，渾號「母大蟲」(母老虎之意)，孙新之妻，身手比丈夫還要厲害，原在登州城外开酒店。由于她是解氏兄弟的表姊，故解珍、解宝被毛太公陷害入狱后，她求助邹渊、邹润叔侄和丈夫孙新、大伯孙立等劫獄救人。之后又以孙立女眷的身份打入祝家庄内，和梁山好汉里应外合攻破祝家庄。顾大嫂上梁山后与丈夫孙新负责梁山东山酒店。受招安后，参与了征辽和讨方腊，最后被封为东源县君，亦是梁山三名女將中唯一倖存者。

## 影视形象
- 1983年山东版《水浒》：孙翠萍
- 1998年央视版《水浒传》：张秀岩
- 2009年电影《母大虫顾大嫂》：吴辰君
- 2011年版《水浒传》：胡可
- 2012年电影《病尉迟孙立》：戚慧
- 2014年电影《顾大嫂与孙新》：张译木